# Jake Ryan
Jacob 'Jake' Ryan é um jornalista e foi um jogador de futebol australiano. Ele foi um dos sobreviventes dos Atentados em Bali ocorridos em 12 de outubro de 2002.